# Aufhebungsvertrag
Durch einen Aufhebungsvertrag (auch Auflösungsvertrag genannt) wird ein Schuldverhältnis beendet.
Aufgrund der Privatautonomie sind die Vertragsparteien Herren des Schuldverhältnisses und können es daher jederzeit einvernehmlich ändern bzw. aufheben, auch ohne dass dies ausdrücklich vorher vertraglich vereinbart wäre (vgl. § 311 BGB). Es handelt sich neben der durch Zeitablauf oder Bedingungseintritt selbständig eintretenden oder durch einseitige Ausübung eines Gestaltungsrechts (z. B. Kündigung, Widerruf oder Rücktritt) um eine dritte Art der Vertragsbeendigung. Für diese ist kennzeichnend, dass sie einvernehmlich erfolgt und deshalb näher ausgestaltet werden kann. Typische Abreden im Rahmen eines Auflösungsvertrages sind die Vereinbarung einer Abfindung, Abstand oder eines Wettbewerbsverbots.
Aufhebungsverträge sind insbesondere im Bereich des Arbeitsrechtes verbreitet, um den für eine Kündigung im Arbeitsrecht geltenden Kündigungsschutz zu umgehen.

## Verträge über die Aufhebung von Arbeitsverhältnissen

### Arbeitsrechtliche Aspekte
Die Parteien können das Arbeitsverhältnis im Aufhebungsvertrag ohne die Beachtung von Fristen beenden, Arbeitnehmer etwa können dadurch ohne Einhaltung der Kündigungsfrist das Unternehmen verlassen. Der Arbeitgeber braucht keine Kündigungsschutzbestimmungen zu beachten, er hat zum Beispiel keine Sozialauswahl durchzuführen. Hinsichtlich des Inhalts eines Aufhebungsvertrags besteht weitgehende Gestaltungsfreiheit. Zum Ausgleich für den Verlust des Arbeitsplatzes werden in Aufhebungsverträgen oft Abfindungszahlungen durch den Arbeitgeber an den Arbeitnehmer vereinbart, ein Anspruch auf eine Abfindung besteht jedoch nicht.
Der Arbeitgeber greift auch dann oftmals auf Aufhebungsverträge zurück, wenn eine ordentliche Kündigung zum Beispiel wegen eines bestehenden Sonderkündigungsschutzes (z. B. bei Schwangerschaft oder Mitgliedschaft in einem Betriebsrat) unwirksam wäre. Ein bestehender Kündigungsschutz entfällt mit Abschluss des Aufhebungsvertrags.
Bei Aufhebungsverträgen zur Beendigung des Arbeitsverhältnisses muss in Deutschland nach § 623 BGB die Schriftform eingehalten werden. Andernfalls ist der Aufhebungsvertrag nichtig und das Arbeitsverhältnis besteht fort.
Geht die Initiative zum Abschluss eines Aufhebungsvertrages vom Arbeitgeber aus, so kann der Arbeitgeber unter Umständen auf nachteilige Folgen hinweisen müssen (zum Beispiel für den Arbeitslosengeldanspruch oder für die Betriebsrente), wenn dies unter Berücksichtigung der besonderen Umstände des Einzelfalles und als Ergebnis einer umfassenden Interessenabwägung geboten ist.
Ein am Arbeitsplatz geschlossener Aufhebungsvertrag ist kein Haustürgeschäft im Sinne des § 312 Abs. 1 Satz 1 Nr. 1 BGB und deshalb nicht nach § 312, § 355 BGB widerruflich.
Ein Arbeitnehmer, der zum Abschluss eines Aufhebungsvertrages gedrängt wurde, kann den Aufhebungsvertrag unter bestimmten Voraussetzungen gem. der § 119 bis § 123 BGB anfechten, um seine Weiterbeschäftigung zu erreichen. Droht zum Beispiel ein Arbeitgeber mit der Kündigung, falls der Aufhebungsvertrag nicht zustande kommen würde, so kann der Aufhebungsvertrag nach § 123 BGB angefochten werden, wenn eine Kündigung überhaupt nicht in Betracht gekommen wäre.
Bestehen tariflich garantierte Bedenkzeiten oder Widerrufsrechte im Zusammenhang mit Aufhebungsverträgen, darf der Arbeitgeber diese im Vertragstext nicht einfach unberücksichtigt lassen.
Anders als in den Fällen der Beendigung des Arbeitsverhältnisses durch arbeitgeberseitige Kündigung hat der Betriebsrat bei einem einzelnen Aufhebungsvertrag kein Mitbestimmungsrecht.

### Sozialrechtliche Folgen nach deutschem Recht
Der Abschluss eines Aufhebungsvertrages kann in Deutschland für einen Arbeitnehmer nachteilige sozialrechtliche Folgen haben, wenn er anschließend auf Arbeitslosengeld oder auf Arbeitslosengeld II angewiesen ist.

#### Sperrzeit beim Arbeitslosengeld und Verringerung der Anspruchsdauer
Wer einen Aufhebungsvertrag schließt, wirkt – wie bei einer eigenen Kündigung – an der Beendigung des Arbeitsverhältnisses mit und verursacht dadurch seine Arbeitslosigkeit. Hat der Arbeitnehmer dafür keinen wichtigen Grund, kommt es nach § 159 Abs. 1 Nr. 1 SGB III beim Arbeitslosengeld zu einer in der Regel zwölfwöchigen Sperrzeit wegen Arbeitsaufgabe. Der Arbeitslosengeldanspruch mindert sich um die Tage der Sperrzeit, mindestens aber um ein Viertel der Anspruchsdauer (§ 148 Abs. 1 Nr. 4 SGB III). Beim Arbeitslosengeld II wird nach § 31, § 31a und § 31b SGB II die Regelleistung drei Monate lang um mindestens 30 Prozent abgesenkt.
Ein wichtiger Grund zur Lösung des Beschäftigungsverhältnisses durch Aufhebungsvertrag besteht nur, wenn dem Arbeitnehmer anderenfalls aus nicht verhaltensbedingten Gründen objektiv rechtmäßig zum selben Zeitpunkt gekündigt worden und ihm die Hinnahme der Kündigung nicht zumutbar gewesen wäre.

#### Aufhebungsvertrag mit Abfindung
Wird dem Arbeitnehmer bei betriebsbedingtem Auflösungsgrund in dem Aufhebungsvertrag analog § 1a Abs. 2 Kündigungsschutzgesetz eine Abfindung zugebilligt, deren Höhe einen halben Brutto-Monatsverdienst für jedes Jahr des Bestehens des Arbeitsverhältnisses nicht überschreitet, ist davon auszugehen, dass ein wichtiger Grund für die Lösung des Beschäftigungsverhältnisses vorliegt, eine Sperrzeit tritt also nicht ein.
Bei höheren Abfindungen oder bei Auflösungsverträgen mit Abfindungen, die keinen betriebs- oder verhaltensbedingten Anlass haben, muss eine rechtmäßige Kündigung durch den Arbeitgeber gedroht haben, damit dem Arbeitnehmer ein wichtiger Grund zur Seite steht. Allerdings ist der Nachweis eines besonderen Interesses an der einvernehmlichen Lösung regelmäßig nicht mehr erforderlich, bereits das Interesse des Arbeitnehmers an der angebotenen Abfindungsregelung kann auch außerhalb des Personenkreises der leitenden Angestellten ein Abwarten der Arbeitgeberkündigung unzumutbar machen.
Wird eine Abfindung gezahlt und endet das Arbeitsverhältnis schon zu einem früheren Zeitpunkt, als es bei einer ordentlichen, fristgerechten Kündigung durch den Arbeitgeber geendet hätte, oder, wenn die ordentliche Kündigung zeitlich unbegrenzt ausgeschlossen war, vor Ablauf von 18 Monaten, so wird zunächst (unter Umständen zusätzlich zur Sperrzeit von 12 Wochen) nach § 158 SGB III für die Dauer einer Ruhenszeit kein Arbeitslosengeld gezahlt. Die Dauer der Ruhenszeit ist abhängig von der Länge der Kündigungsfrist und der Höhe der gezahlten Abfindung, sie dauert längstens bis zum Ablauf der arbeitgeberseitigen Kündigungsfrist, höchstens jedoch ein Jahr. Diese Ruhenszeit bewirkt jedoch im Unterschied zum Ruhen des Anspruchs wegen einer Sperrzeit keine Minderung der Anspruchsdauer.
Abfindungen haben keinen Einfluss auf die Höhe des Arbeitslosengeldes selbst, sie führen nicht zu einer Anrechnung auf das Arbeitslosengeld und mindern nicht dessen Höhe.
Eine Abfindung, die wegen Beendigung einer versicherungspflichtigen Beschäftigung als Entschädigung für die Zeit danach gezahlt wird, ist kein beitragspflichtiges Arbeitsentgelt. Von der Abfindung sind somit keine Sozialversicherungsbeiträge abzuführen. Abfindungen unterliegen aber der Einkommensteuer, wobei hier im Falle echter Abfindungen die sogenannte Fünftelregelung greifen kann. Von sogenannten unechten Abfindungen müssen Beiträge zur Sozialversicherung gezahlt werden (Verbeitragung). Beiträge zu den Umlagen U1 und U2 werden nicht fällig.

## Verträge über die Aufhebung von Wohnraummietverhältnissen
Verträge über die Vermietung von Wohnraum sind in der Regel unbefristet und deren Kündigung an verschiedene Vorgaben gebunden. Statt einseitig zu kündigen, ist es darum auch im Rahmen von Mietverträgen mitunter sinnvoll, den Vertrag in beidseitigem Einvernehmen aufzuheben – etwa angesichts sonst zwingender Fristvorschriften. Auch das Schriftformerfordernis der Kündigung gilt nicht für den Aufhebungsvertrag.